# Шјери
Шјери (фр. Chierry) насеље је и општина у североисточној Француској у региону Пикардија, у департману Ен (Пикардија) која припада префектури Шато Тјери.
По подацима из 2011. године у општини је живело 1048 становника, а густина насељености је износила 371,63 становника/km². Општина се простире на површини од 2,82 km². Налази се на средњој надморској висини од 80 метара (максималној 217 m, а минималној 61 m).

## Демографија
| 1962. | 1968. | 1975. | 1982. | 1990. | 1999. | 2011. |
| ----- | ----- | ----- | ----- | ----- | ----- | ----- |
| 844   | 1.009 | 1.170 | 1.117 | 1.120 | 1.034 | 1.048 |

График промене броја становника у току последњих година